# Йоганн Білліх
Йоганн Білліх (нім. Johann Billich; 14 листопада 1903 — 30 квітня 1945) — австрійський футболіст, що грав на позиції воротаря.

## Життєпис
На найвищому рівні дебютував в 1927 році у складі «Герти» (Відень). Наприкінці сезону 1929-30 перейшов до складу «Аустрії» (Відень). Чотири сезони був основним воротарем в складі цієї команди, виграв Кубок Мітропи 1933 і в тому ж році Кубок Австрії 1933. Втратив місце в основі під час сезону 1934-35, коли в перших чотирьох турах пропустив 9 голів, а команда загалом в тому чемпіонаті використала п'ять різних воротарів.
Після цього у вищій лізі Австрії зіграв лише кілька матчів за «Фаворітнер» і «Лібертас».

## Титули і досягнення
- Володар Кубка Австрії (1):

«Аустрія» (Відень): 1932-1933
- Фіналіст Кубка Австрії (2):

«Аустрія» (Відень): 1929-1930, 1930-1931
- Володар Кубка Мітропи (1):

«Аустрія» (Відень): 1933